# De Forkerte Bukser
De Forkerte Bukser (engelsk originaltitel: The Wrong Trousers) er en britisk stop motion animations kortfilm fra 1993, der er skrevet og instrueret af Nick Park, der omhandler karakterne Walter og Trofast. Den blev produceret af Aardman Animations i samarbejde med Wallace and Gromit Ltd., BBC Bristol, Lionheart Television og BBC Children's International. Det er den anden film med den excentriske opfinder Walter (med stemme af Peter Sallis) og hans hun Trofast, efter Den Store Udflugt (1989). I filmen optræder en skurkagtig pingvin, Feathers McGraw, som logerende og rekrutterer Walter til at bruge sine teknobukser til at stjæle en diamant fra byens museum.
De Forkerte Bukser havde premiere i USA d. 17. december 1993 og i Storbritannien d. 26. december på BBC Two. Den var en kommerciel succes og vandt Oscar for bedste korte animationsfilm i 1994. Den har 100% positive tilkendegivelser på siden Rotten Tomatoes.
Den har også inspireret en velgørenhedsdag, kaldet "Wrong Trousers Day".
De Forkerte Bukser blev fulgt op med På et hængende hår (1995), Det store grøntsagskup (2005) og Et spørgsmål om liv eller brød (2008). Feathers McGraw optrådte igen i 2003 i computerspillet Wallace & Gromit in Project Zoo og havde en cameo i filmen Chicken Run: Dawn of the Nugget (2023).
Den 6. juni 2024 blev det annonceret at Feathers McGraw ville vende tilbage i den animerede spillefilm Vengeance Most Fowl senere samme år.